# Скауты-кроу
Скауты-кроу (англ. Crow Scouts) служили в армии США в кампаниях против враждебных сиу и шайеннов в 1870-х годах. Их основной задачей было выслеживание вражеских сил и разведка местности. Во время Войны за Чёрные Холмы скауты-кроу участвовали в нескольких сражениях в составе американской армии. В Битве при Роузбад именно благодаря участию скаутов кроу и восточных шошонов армии США удалось избежать полного разгрома. Скауты-кроу также сражались в Битве при Литл-Бигхорне, в которой были уничтожены силы Джорджа Кастера.
Многие воины кроу участвовали в Войне не-персе в 1877 году и в Баннокской войне в следующем году. Скауты-кроу также участвовали во время поисков воинов Сидящего Быка в Монтане в 1879 году,  а некоторые бывшие скауты сражались в Войне кроу в 1887 году.